# 彼得拉·罗斯纳
彼得拉·罗斯纳（德語：Petra Rossner，1966年11月14日—），德国女子自行车运动员。她曾代表东德、德国参加1988年、1992年和2000年夏季奥林匹克运动会自行车比赛，其中1992年奥运会获得一枚金牌。